# حقوق الإنسان في كمبوديا
تتصاعد الانتقادات الداخلية والخارجية في البلاد من قبل المجتمع الدولي لوضع حقوق الإنسان في كمبوديا، بعد سلسلة من الانتهاكات الصارخة لحقوق الإنسان الأساسية. حيث ذكرت هيومن رايتس ووتش في تقريرها عن كمبوديا أن "السلطات تواصل حظر أو تفريق معظم المظاهرات العامة. يواجه السياسيون والصحفيون الذين ينتقدون الحكومة العنف والترهيب ويمنعون من الوصول المتساوي إلى وسائل الإعلام. بالإضافة إلى ضعف القضاء وخضوعه للنفوذ السياسي، كما يتنشر الإتجار بالنساء والأطفال لأغراض جنسية من قبل شبكات محمية أو مدعومة من الشرطة أو من المسؤولين الحكوميين، وتتجاهل الحكومة مصادرة أراضي الفلاحين وقطع الأشجار غير القانوني من قبل أصحاب النفوذ، بالإضافة إلى نهب الموارد الطبيعية على نطاق واسع". 
ظاهرياً، يوصف شكل الحكم في البلاد حالياً بالديمقراطية التعددية. في تموز عام 2004 شكل حزب المعارضة الملكي (FUNCINPEC) حكومة ائتلافية مع حزب الشعب الكمبودي (CPP) بعد جمود سياسي دام لأكثر من عام. في الآونة الأخيرة استُهدف أعضاء حزب سام راينسي (SPP) بتهم جنائية بعد أن رفُعت الحصانة البرلمانية عنهم من خلال تصويت سري لأعضاء البرلمان.
تقدم منظمة هيومن رايتس ووتش غير الحكومية هذا التقييم للحالة الراهنة في كمبوديا:
لا يزال رئيس الوزراء هون سن وهو قائد سابق في الخمير الحمر في السلطة منذ عام 1985. قام حكمه على عنف قوات الأمن واضطهاد أعضاء المعارضة والناشطين وعمال حقوق الإنسان بدوافع سياسية. ترتكب قوات الأمن أعمال القتل والتعذيب دون عقاب. تفرض السلطات قيوداً على التجمع السلمي من خلال قمع الاحتجاجات وحظر التجمعات والمسيرات السلمية. كما يقوم السياسيون أصحاب النفوذ بعمليات الإخلاء القسري والاستيلاء غير القانوني على الأراضي منذ عقود. المسؤولون الحكوميون والقضاة غارقون في الفساد. يتعرض عمال صناعة الملابس والنساء بشكل رئيسي للتمييز الجنسي وغيره من انتهاكات الحقوق.

## الخلفية التاريخية
يمكن النظر إلى حقوق الإنسان في كمبوديا في سياق تقاليدها المستمدة بشكل أساسي من الثقافة الهندية والحكم المطلق للملك الإله، ومن خلال البوذية وهي الدين الرئيسي في المجتمع الكمبودي.
في العصور الحديثة، تأثرت البلاد إلى حد كبير بالاستعمار الفرنسي وبنصف قرن من التغيير الجذري من الملكية الدستورية إلى نظام رئاسي تحت حكم لون نول، وماركسية لينينية متطرفة تحت حكم الخمير الحمر، إضافة إلى الاحتلال الفيتنامي في ظل الحزب الشيوعي جمهورية كمبوتشيا الشعبية، وفي النهاية استعادة الملكية الدستورية في ظل انتقال تديره الأمم المتحدة (UNTAC) وهذا كان نتيجةً لاتفاقية باريس الموقعة في عام 1991. وفي ظل حكم الخمير الحمر ارتكبت انتهاكات واسعة لحقوق الإنسان.
تشترط اتفاقية باريس عام 1991 أن يتضمن الدستور «المبادئ الأساسية، بما في ذلك تلك المتعلقة بحقوق الإنسان والحريات الأساسية» كما طالبت اتفاقية باريس كمبوديا «باتخاذ تدابير فعالة لضمان عدم السماح بسياسات وممارسات الماضي مطلقًا» يتضمن دستور عام 1993 بالفعل فصلًا عن «حقوق وواجبات مواطني الخمير» ويتكون من عشرين مادة (المواد 31-50)، سبع عشر منها تتعلق بالحقوق وثلاث بالواجبات. كما تنص الاتفاقية على أن يتضمن الدستور «حق الأفراد المذنبين في أن يكون للمحاكم الفصل في هذه الحقوق وإنفاذها» وأن «يتم إنشاء سلطة قضائية مستقلة تتمتع بسلطة إنفاذ الحقوق المنصوص عليها في الدستور»، كما ينص الدستور على أن للمواطنين الخمير الحق في التنديد أو تقديم الشكاوى أو رفع دعاوى ضد ممثلي الدولة، وتتم التسويات وفقاً للمحاكم.
منذ اعتماد الدستور في عام 1993، عينت الأمم المتحدة ممثلاً خاصاً للأمين العام لحقوق الإنسان في كمبوديا، وافتتحت مفوضية الأمم المتحدة السامية لحقوق الإنسان مكتباً في كمبوديا. وقد وثقت هذه المؤسسات إلى جانب جماعات حقوق الإنسان المحلية والدولية مجموعة واسعة من انتهاكات حقوق الإنسان، ولكن كانت النتائج محدودة من حيث الإصلاح والتعويضات.

## قضايا

### حرية التعبير والتجمع
تنتشر انتهاكات حرية التعبير بما في ذلك عدم إمكانية الوصول إلى وسائل الإعلام. قامت مؤخراً حملة ضد حرية التعبير انتُقدت بشدة واعتبرت تراجعًا في الجهود الكمبودية لتحسين حقوق الإنسان. كما بقيت حرية التجمع التي يضمنها الدستور تخضع لقيود صارمة، وتعتبرها المنظمات المحلية حملة متعمدة لمنع المجتمع المدني الكمبودي من النمو وايصال مشكلاته. في 14 آذار عام 2018 أعربت خبيرة الأمم المتحدة المعنية بحالة حقوق الإنسان في كمبوديا البروفيسورة رونا سميث من المملكة المتحدة عن قلقها الشديد إزاء القيود المفروضة على وسائل الإعلام وحرية التعبير والمشاركة السياسية قبل الانتخابات الوطنية في تموز، داعيةً الحكومة لاختيار طريق حقوق الإنسان. وحثت السلطات على رفع الحظر عن 118 من السياسيين المشاركين في السياسة.

### ضعف النظام القضائي
بُذلت جهود كبيرة لإقامة سلطة قضائية مستقلة لأكثر من عقد، ولكنها لم تحقق النتائج المرجوة بعد. حيث لا يزال القضاء فاسداً وغير فعال، وغالباً ما يسيطر عليه حزب الشعب الكمبودي الحاكم. حُددت الكثير من الانتهاكات الصارخة لحقوق الإنسان من قبل موظفي الدولة لكن قلما حوكم أحدهم.
كما تستمر الاعتقالات التعسفية من قبل حكومة حزب الشعب الكمبودي باستخدام محكمة خاضعة للسيطرة السياسية كوسيلة لتعزيز قبضتها على السلطة. في عام 2006 قضت مجموعة العمل التابعة للأمم المتحدة والمعنية بالاحتجاز التعسفي بأن «احتجاز عضو حزب سام رينسي النائب تشيم تشاني يعد انتهاكاً للقانون الكمبودي والدولي».

### عمليات الإخلاء القسري
يشعر ناشطو حقوق الإنسان بقلق متزايد من أن عمليات الإخلاء القسري في كمبوديا بدأت تخرج عن نطاق السيطرة. حيث يوضح تقرير لمنظمة العفو الدولية كيف لم تُتَح للمتضررين من عمليات الإخلاء فرصة للمشاركة والتشاور بشكل مسبق وهذا مناقض لالتزامات كمبوديا بموجب القانون الدولي لحقوق الإنسان. كانت المعلومات المتعلقة بعمليات الإخلاء المخططة وإعادة التوطين غير كاملة وغير دقيقة ما انتقص من حقوق المتضررين بالحصول على المعلومات والمشاركة في القرارات التي تؤثر على ممارسة حقوقهم الإنسانية لا سيما الحق في السكن اللائق. وقد أدى عدم وجود حماية قانونية من الإخلاء القسري وعدم تنظيم المعايير الحالية إلى وجود فجوة في المسائلة تزيد من تعرض الأشخاص المهمشين والفقراء لانتهاكات حقوق الإنسان بما في ذلك عمليات الإخلاء القسري.

### قضايا أخرى
تشمل المشاكل الخطيرة والمستمرة لحقوق الإنسان القتل السياسي وإساءة معاملة النقابيين والسياسيين المعارضين. من بين العديد من عمليات الاغتيال التي لم يتم حلها مقتل القائد النقابي تشيا فيشيا والذي تلقى تغطية دولية قوية من قبل منظمات حقوق الإنسان والعمال الكبرى والأمم المتحدة.
كما يعاني الكمبوديون من مصادرة الأراضي والاعتقال والاحتجاز التعسفي والتعذيب وعمل الأطفال القسري والاتجار بالنساء والأطفال والتمييز والعنف المنزلي ضد المرأة وإساءة معاملة الأطفال.

## القضايا الحالية
من القضايا الحالية التي تدعو للقلق الإعادة القسرية لطالبي اللجوء الجبليين الفيتناميين من قبل الحكومة الكمبودية وعدد ينذر بالخطر من قضايا الأراضي في جميع أنحاء البلاد.
تقوم السلطات بشكل روتيني باحتجاز متعاطي المخدرات المزعومين والمشردين والأطفال المتجولين والعاملين في مجال الجنس والأشخاص الذين يُعتقد أنهم يعانون من إعاقات في نظام عشوائي لمراكز الاحتجاز في جميع أنحاء البلاد. تبدو بعض مراكز الاعتقال هذه بشكل ظاهري لعلاج المخدرات والبعض الآخر لإعادة التأهيل الاجتماعي. كما تتمتع وزارة الشؤون الاجتماعية بسلطة على مركز بنوم باك في مدينة سيسوفون بمقاطعة بانتاي مينتشي وتدير مركز احتجاز للمخدرات مع الجيش في قاعدة عسكرية في بلدة كوه كونغ بمقاطعة كوه كونغ. هناك «ستة مراكز احتجاز أخرى للمخدرات» في كمبوديا «تحتجز كل عام ألفي شخص على الأقل دون مراعاة الأصول القانونية».
في أحداث 2013. اعتبرت منظمة العفو الدولية والمركز الكمبودي لحقوق الإنسان الموجودان في كمبوديا «الإفلات من العقاب» مصدراً للقلق. وقال التقرير السنوي لعام 2012 الصادر عن منظمة العفو الدولية: «إفلات مرتكبي انتهاكات حقوق الإنسان من العقاب والافتقار إلى سلطة قضائية مستقلة يمثلان مشاكل خطيرة». كما ذكرت المنظمات غير الحكومية أن السلطات ومنذ حزيران «أساءت معاملة ما لا يقل عن 30 سجينًا  (29 أثناء احتجازهم لدى الشرطة وواحد في السجن). حيث أن الركل واللكم والجلد من أكثر الوسائل المبلغ عنها شيوعاً للإيذاء البدني، لكن الصدمات الكهربائية والخنق والضرب بالعصا والجلد بالأسلاك مستخدمة أيضاً». يقول تقرير وزارة الخارجية الأمريكية: «إن القضاء المسيّس وغير الفعال هو أحد الانتهاكات الرئيسية لحقوق الإنسان في البلاد». يقول هذا التقرير: «لا تحترم الحكومة عموماً استقلال القضاء، وكان هناك فساد واسع النطاق بين القضاة والمدعين العامين ومسؤولي المحاكم».
«وثقت هيومن رايتس ووتش كيف يقوم الحراس والعاملون في مراكز الاعتقال غير الرسمية بجلد المعتقلين بخراطيم المياه المطاطية وضربهم بالعصي المصنوعة من الخيزران أو سعف النخيل وصدمهم بالعصي الكهربائية والإساءة إليهم جنسياً ومعاقبتهم بتمارين بدنية تهدف إلى التسبب بألم جسدي. كما أُجبر المحتجزون غير الرسميون في مراكز قضائية إضافية على العمل في مواقع البناء بما في ذلك في حالة واحدة على الأقل للمساعدة في بناء فندق».
هناك حالات موثقة في كمبوديا لأشخاص يرتكبون جرائم قتل ثم يدفعون لموظفي الدولة حتى لا تتم محاكمتهم. «إن الإفلات من العقاب الذي يتمتع به الأثرياء والأقوياء يساعد في تفسير نقص ثقة الجماهير بالمؤسسات القضائية ومؤسسات إنفاذ القانون في كمبوديا».
أحد أنواع العبودية الموجودة في كمبوديا هو بيع الآباء لعذرية بناتهم، ليدفعوا ديونهم غالباً. كما يستمر الآباء في بيع بناتهم للرق الجنسي حين يفقدن عذريتهن. وفقاً لأخبار ABC  فالمرحلة التي تبعت سقوط الخمير الحمر كانت مرحلة وحشية وخارجة عن القانون، ازدهر خلالها الرق الجنسي للأطفال، أما بقية العبيد فأجبروا على العمل في صناعة الطوب.
في 14 آذار عام 2018 أعربت خبيرة الأمم المتحدة المعنية بحالة حقوق الإنسان في كمبوديا البروفيسورة رونا سميث من المملكة المتحدة «عن قلقها الشديد إزاء القيود المفروضة على وسائل الإعلام وحرية التعبير والمشاركة السياسية قبل الانتخابات الوطنية في تموز، داعيةً الحكومة لاختيار طريق حقوق الإنسان».